# جوني كاربنتر
جوني كاربنتر (بالإنجليزية: Johnny Carpenter)‏ هو كاتب سيناريو ومنتج أفلام وممثل أمريكي، ولد في 25 يونيو 1914 في دردنيل في الولايات المتحدة، وتوفي في 27 فبراير 2003 في بربانك في الولايات المتحدة بسبب سرطان.

## وصلات خارجية
- جوني كاربنتر على موقع IMDb (الإنجليزية)
- جوني كاربنتر على موقع أول موفي (الإنجليزية)
- جوني كاربنتر على موقع قاعدة بيانات الفيلم (الإنجليزية)